# 衣笠栄町
衣笠栄町（きぬかささかえちょう）は、神奈川県横須賀市の地名。現行行政地名は衣笠栄町一丁目から衣笠栄町四丁目。住居表示は、未実施。

## 地理
横須賀市の中央部にある衣笠地区に属し、北に鶴が丘と汐見台と望洋台、北東に佐野町、東に公郷町、南東に小矢部、南西に平作、西に金谷、北西に坂本町と接している。

### 河川
- 平作川

## 世帯数と人口
2023年（令和5年）4月1日現在（横須賀市発表）の世帯数と人口は以下の通りである。
| 丁目           | 世帯数    | 人口    |
| -------------- | --------- | ------- |
| 衣笠栄町一丁目 | 417世帯   | 754人   |
| 衣笠栄町二丁目 | 846世帯   | 1,648人 |
| 衣笠栄町三丁目 | 584世帯   | 1,148人 |
| 衣笠栄町四丁目 | 721世帯   | 1,387人 |
| 計             | 2,568世帯 | 4,937人 |

### 人口の変遷
国勢調査による人口の推移。
| 年                 | 人口  |
| ------------------ | ----- |
| 1995年（平成7年）  | 4,630 |
| 2000年（平成12年） | 4,497 |
| 2005年（平成17年） | 4,692 |
| 2010年（平成22年） | 5,158 |
| 2015年（平成27年） | 5,271 |
| 2020年（令和2年）  | 4,989 |

### 世帯数の変遷
国勢調査による世帯数の推移。
| 年                 | 世帯数 |
| ------------------ | ------ |
| 1995年（平成7年）  | 1,748  |
| 2000年（平成12年） | 1,761  |
| 2005年（平成17年） | 1,832  |
| 2010年（平成22年） | 2,090  |
| 2015年（平成27年） | 2,204  |
| 2020年（令和2年）  | 2,237  |

## 学区
市立小・中学校に通う場合、学区は以下の通りとなる（2022年3月時点）。
| 丁目           | 番・番地等 | 小学校               | 中学校               |
| -------------- | ---------- | -------------------- | -------------------- |
| 衣笠栄町一丁目 | 全域       | 横須賀市立衣笠小学校 | 横須賀市立衣笠中学校 |
| 衣笠栄町二丁目 | 全域       | 横須賀市立衣笠小学校 | 横須賀市立衣笠中学校 |
| 衣笠栄町三丁目 | 全域       | 横須賀市立城北小学校 | 横須賀市立衣笠中学校 |
| 衣笠栄町四丁目 | 全域       | 横須賀市立城北小学校 | 横須賀市立衣笠中学校 |

## 事業所
2021年（令和3年）現在の経済センサス調査による事業所数と従業員数は以下の通りである。
| 丁目           | 事業所数  | 従業員数 |
| -------------- | --------- | -------- |
| 衣笠栄町一丁目 | 200事業所 | 1,234人  |
| 衣笠栄町二丁目 | 73事業所  | 563人    |
| 衣笠栄町三丁目 | 38事業所  | 530人    |
| 衣笠栄町四丁目 | 18事業所  | 468人    |
| 計             | 329事業所 | 2,795人  |

### 事業者数の変遷
経済センサスによる事業所数の推移。
| 年                 | 事業者数 |
| ------------------ | -------- |
| 2016年（平成28年） | 399      |
| 2021年（令和3年）  | 329      |

### 従業員数の変遷
経済センサスによる従業員数の推移。
| 年                 | 従業員数 |
| ------------------ | -------- |
| 2016年（平成28年） | 3,021    |
| 2021年（令和3年）  | 2,795    |

## 交通

### 鉄道
- 東日本旅客鉄道（JR東日本） 横須賀線
  - 衣笠駅

### 道路
- 神奈川県道26号横須賀三崎線
- 神奈川県道27号横須賀葉山線

## 施設
- 三浦学苑高等学校
- 横須賀警察署 衣笠駅前交番
- 大明寺
- 西友 衣笠店[14]

## その他

### 日本郵便
- 郵便番号 : 238-0031[2]（集配局 : 横須賀郵便局[15]）。